# Salvatore Sanzo
Salvatore Sanzo (né le 26 novembre 1975 à Pise) est un escrimeur italien, pratiquant le fleuret.

## Palmarès
- Jeux olympiques
  -  Médaille d'or en fleuret par équipe aux jeux Olympiques de 2004 à Athènes
  -  Médaille d'argent au fleuret individuel aux jeux Olympiques de 2004 à Athènes
  -  Médaille de bronze aux jeux Olympiques de 2008 à Pékin
  -  Médaille de bronze par équipe aux jeux Olympiques de 2000 à Sydney
- Championnats du monde d'escrime
  -  Médaille d'or aux Championnats du monde d'escrime 2005 de Leipzig
  -  Médaille d'or aux Championnats du monde 2001
  -  Médaille d'or par équipe aux Championnats du monde d'escrime 2008 de Pékin
  -  Médaille d'or par équipe aux Championnats du monde 2003
  -  Médaille d'argent par équipe aux Championnats du monde d'escrime 2005 de Leipzig
  -  Médaille de bronze Championnats du monde 1998
  -  Médaille de bronze par équipe aux Championnats du monde d'escrime 2006 de Turin
  -  Médaille de bronze par équipe aux Championnats du monde 1997
- Championnats d'Europe d'escrime
  -  Médaille d'or par équipe aux Championnats d'Europe 2005
  -  Médaille d'or aux Championnats d'Europe 2000
  -  Médaille d'or aux Championnats d'Europe 1999
  -  Médaille d'or par équipe aux Championnats d'Europe 1999
  -  Médaille de bronze aux Championnats d'Europe 2007
  -  Médaille de bronze par équipe aux Championnats d'Europe 2007
  -  Médaille de bronze par équipe aux Championnats d'Europe 2000

- Coupe du monde
  - Vainqueur de la coupe du monde de fleuret 2004
  - Vainqueur du Challenge Licciardi , épreuve de la coupe du monde junior en 1994.